# Dalekovod
Dalekovod est une entreprise croate du secteur énergétique faisant partie de l'indice CROBEX, l'indice principal de la bourse de Zagreb. L'entreprise, fondée en 1949, est spécialisée dans le transport d'électricité.